# Гранха Естебан Лима (Палмар де Браво)
Гранха Естебан Лима (шп. Granja Esteban Lima) насеље је у Мексику у савезној држави Пуебла у општини Палмар де Браво. Насеље се налази на надморској висини од 2202 м.

## Становништво
Према подацима из 2010. године у насељу су живела 4 становника.

### Хронологија
| Година       | 2010 |
| ------------ | ---- |
| Становништво | 4    |

### Попис
| # | Индикатор                     | Вредност |
| - | ----------------------------- | -------- |
| 1 | Укупно домаћинстава           | 4        |
| 2 | Укупно насељених домаћинстава | 1        |
| 3 | Величина локације             | 1        |